# Jozef Werbrouck
Jozef Anselm Frans Werbrouck (Ieper, 1692 - Antwerpen, 1747) was de tiende bisschop van Roermond van 1743 tot 1746 en de veertiende bisschop van Antwerpen van 1746 tot 1747. Zijn wapenspreuk was: Fortiter et suaviter (Dapper en zachtjes).

## Loopbaan
Jozef Werbrouck studeerde te Dowaai letteren en filosofie, daarna theologie. Na zijn priesterwijding werd hij tot kanunnik bevorderd in Ieper. In 1743 werd hij tot bisschop van Roermond benoemd. Op 29 september 1743 werd hij in de domkerk van Ieper door de bisschop van Ieper, bijgestaan door de bisschop van Brugge en de bisschop van Gent, gewijd. In 1745 probeert hij misbruiken tijdens processies tegen te gaan. Op 7 juni 1746 werd hij tot veertiende bisschop van Antwerpen benoemd.
- International Standard Name Identifier: 0000 0000 6569 0509
- Library of Congress Control Number: n2009046088
- Nederlandse Thesaurus van Auteursnamen: 204309158
- Virtual International Authority File: 91060496
- WorldCat: E39PBJk93dFWHwdm7Pg6HFWYyd